# Ninox forbesi
Ninox forbesi là một loài chim trong họ Strigidae.